# プラティヴィンディヤ
プラティヴィンディヤ（英: Prativindhya、サンスクリット: प्रतविन्ध्य）は、インドの叙事詩『マハーバーラタ』の登場人物で、パーンダヴァの長兄ユディシュティラとドラウパディーとの間に生まれた子。
クルクシェートラの戦いで、眠っているところをアシュヴァッターマンの夜襲にあい、殺された。